# Nalle Knutsson

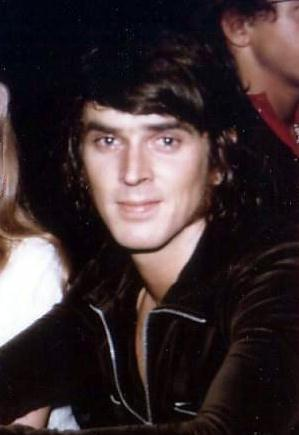
Knutsson på diskoteket Romanoff i Stockholm i juli 1971.

Kjell Nalle Knut Ove Knutsson, ursprungligen Kjell Knut-Ove Knutsson, född 19 februari 1943 i Ljungbyholm, död 11 juni 2012, var en svensk musikalartist, skådespelare, festfixare, kläddesigner, TV- och nöjespersonlighet.

## Artistkarriär
Knutsson hade under 1960-talet flera musikalroller, bland annat i West Side Story, och 1967 en filmroll i Picknick på slagfältet, där han spelade mot Gerd Hagman och Jan Erik Lindqvist. Efter det satsade han på en internationell karriär och han uppträdde på casinon runt om i världen, bland annat Casino de Liban i Beirut, Sun City Hall i Sydafrika och Dunes i Las Vegas. 1974 medverkade Knutsson i Git Gay Show i Stockholm och ska enligt egen utsago ha sytt Gays scenkläder.

## TV-karriär

### ZTV
Under 1990-talet medverkade Nalle Knutsson i ZTV ett flertal gånger med Peter Siepen och 1996 intervjuades han i Siepens program Estrad.

### Nalles Show
Knutsson blev åter känd för en bred allmänhet när han medverkade i dokusåpan Nalles Show, som sändes på Kanal 5 under våren 2000. I tv-serien av produktionsbolaget Spader knekt skulle Nalle Knutsson och hans grupp sätta upp en show och turnera i Sverige. Seriens starkaste profil, vid sidan av Knutsson själv, var Jugge Nohall. Knutsson hade lärt känna Nohall i samband med att denne arbetat som publikuppvärmare på Robert Aschbergs pratshow Diskutabelt. I gruppen ingick också Jackie Gawin-Borgersen, Patricia Wigh och Olle Kvarnsmyr. Showgruppen hade kort om tid och snål budget. Under projektet uppstod ett flertal dråpliga situationer som blev omskrivna i kvällspressen. Själva showen hade premiär i Östersund inför en publik på 600 personer. Därefter gjorde ensemblen en föreställning på krogen Tiger i Stockholm med flera kända svenskar i publiken. Knutsson satte också upp föreställningen på Scalateatern i Stockholm samt i Norrköping.

### Club Goa
Nalle Knutsson, Frida Lundell och Jugge Nohall, som alla känt varandra sedan 1999, agerade nu nöjeskonsulter i dokusåpan Club Goa, som utspelade sig på strandrestaurangen Drop Anchor på Baga Beach i Goa, Indien. Club Goa sändes 2005 på TV3 och gjordes av produktionsbolaget Strix.

### Big Brother
2006 gjorde Nalle Knutsson ett gästspel i dokusåpan Big Brother där han agerade lärare och undervisade i vett och etikett.

### Allt faller
Nalle Knutssons sista tv-roll var när han medverkade i avsnitt 10 av tv-serien Allt faller, som visades för första gången i TV4 7 februari 2013, åtta månader efter hans död.

## Familj och arbete utanför scenen
Nalle Knutsson var 1975–1977 gift med Anita Knutsson, senare kallad Caroline Rogby, med vilken han fick två söner. Han arbetade även som biblioteksbiträde i Stockholms södra förorter. Han var bosatt i Enskededalen i Stockholm.
Sommaren 2005 ansökte Nalle Knutsson om att få adoptera den då 30-årige indiske frisören Sanjay Komar, vars familj Nalle Knutsson hjälpt med bland annat bostad och ekonomiskt bistånd. År 2005 bjöd Nalle Knutsson över Sanjay Komar till Stockholm för att försöka hjälpa honom med uppehållstillstånd och arbete. Han tilläts dock inte genomföra adoptionen.
Nalle Knutsson är begravd på Skogskyrkogården i Stockholm.

### Fotnoter
1. ↑  "Kjell Nalle Knut Ove Knutsson" enligt sökning 11 juni 2012 på Upplysning.se.
2. ↑  ”Tv-profilen Nalle Knutsson död”. Svenska Dagbladet. 11 juni 2012. http://www.svd.se/kultur/tv-profilen-nalle-knutsson-dod_7268571.svd. Läst 9 februari 2013.
3. ↑  ”Jag är nog bisexuell tror jag”. Aftonbladet. Arkiverad från originalet den 18 juli 2007. https://web.archive.org/web/20070718132906/http://wwwb.aftonbladet.se/vss/noje/story/0%2C2789%2C626726%2C00.html. Läst 26 augusti 2008.
4. ↑  ”nalleknutsson.se: Nalles information sidan 2”. Arkiverad från originalet den 15 juni 2012. https://web.archive.org/web/20120615221144/http://www.nalleknutsson.se/2heminf.htm. Läst 26 augusti 2008.
5. ↑  ”Programtablå: Övriga kanaler”. Katrineholms-Kuriren. Arkiverad från originalet den 11 juni 2007. https://archive.is/20070611043841/http://www.kkuriren.se/hermes/article/KK_19960111_SID_29_1_5.html. Läst 26 augusti 2008.
6. ↑  ”Aftonbladets chat med Nalle”. Aftonbladet. 17 mars 2000. http://wwwc.aftonbladet.se/noje/0004/07/nallechatt.html. Läst 9 februari 2013.
7. 1 2 3  Damberg, Jenny (28 juni 2012). ”Nalle Knutsson”. Fokus. http://www.fokus.se/2012/06/nalle-knutsson. Läst 9 februari 2013.
8. ↑  Cristiansson, Terese (30 juni 2005). ”Nalle adopterar 30-årig indier”. Expressen. Arkiverad från originalet den 24 mars 2010. https://web.archive.org/web/20100324152831/http://www.expressen.se/1.223220. Läst 9 februari 2013.
9. ↑  ”Hitta graven”. Stockholms kyrkogårdsförvaltning. http://hittagraven.stockholm.se/sv/Skogskyrkogarden/2/26/693/1. Läst 6 mars 2015.

### Webbkällor
Livet var en scen för honom, Engman, Pascal (12 juni 2012). Expressen.